# Burghauser Tor (Landshut)

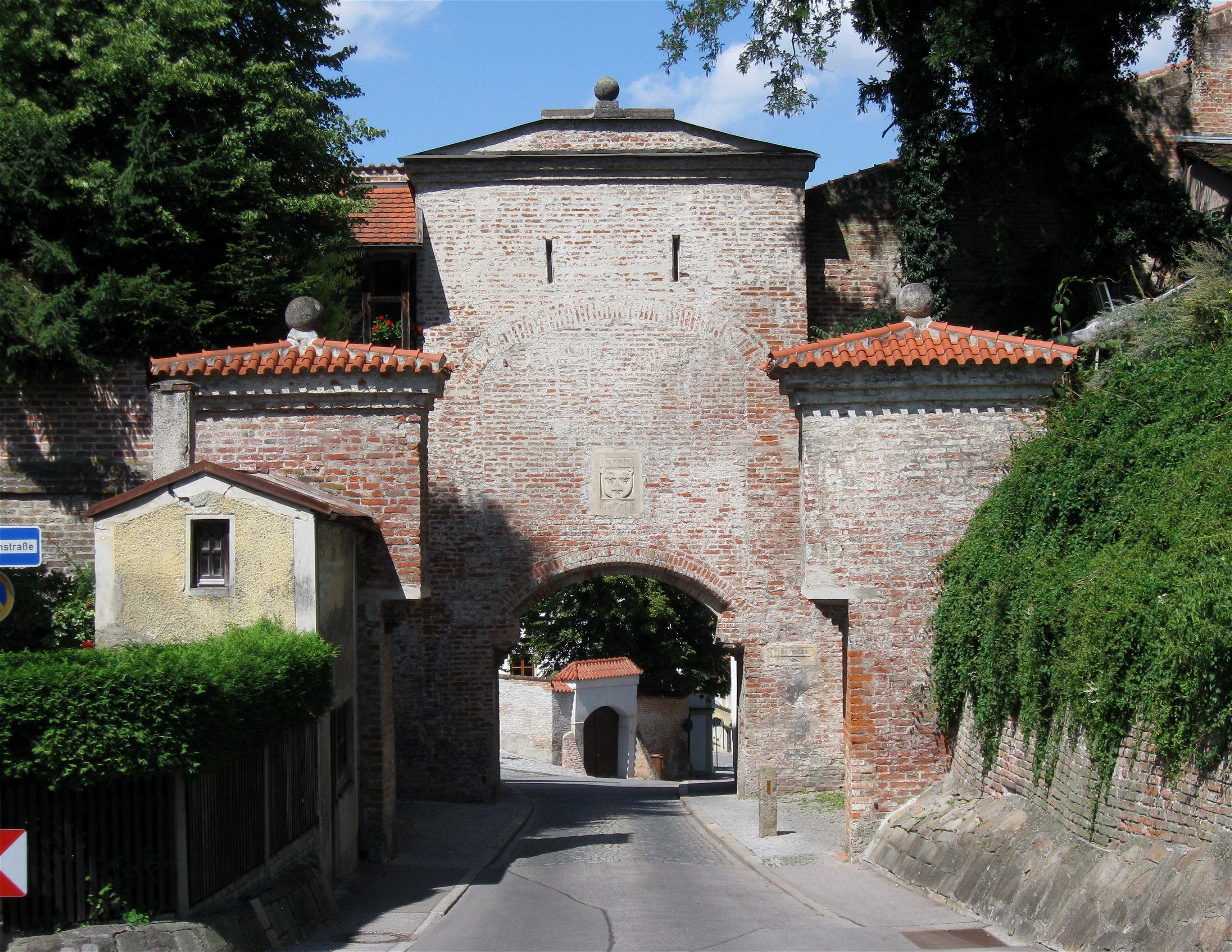
Burghauser Tor von außerhalb der Stadt, bergabwärts

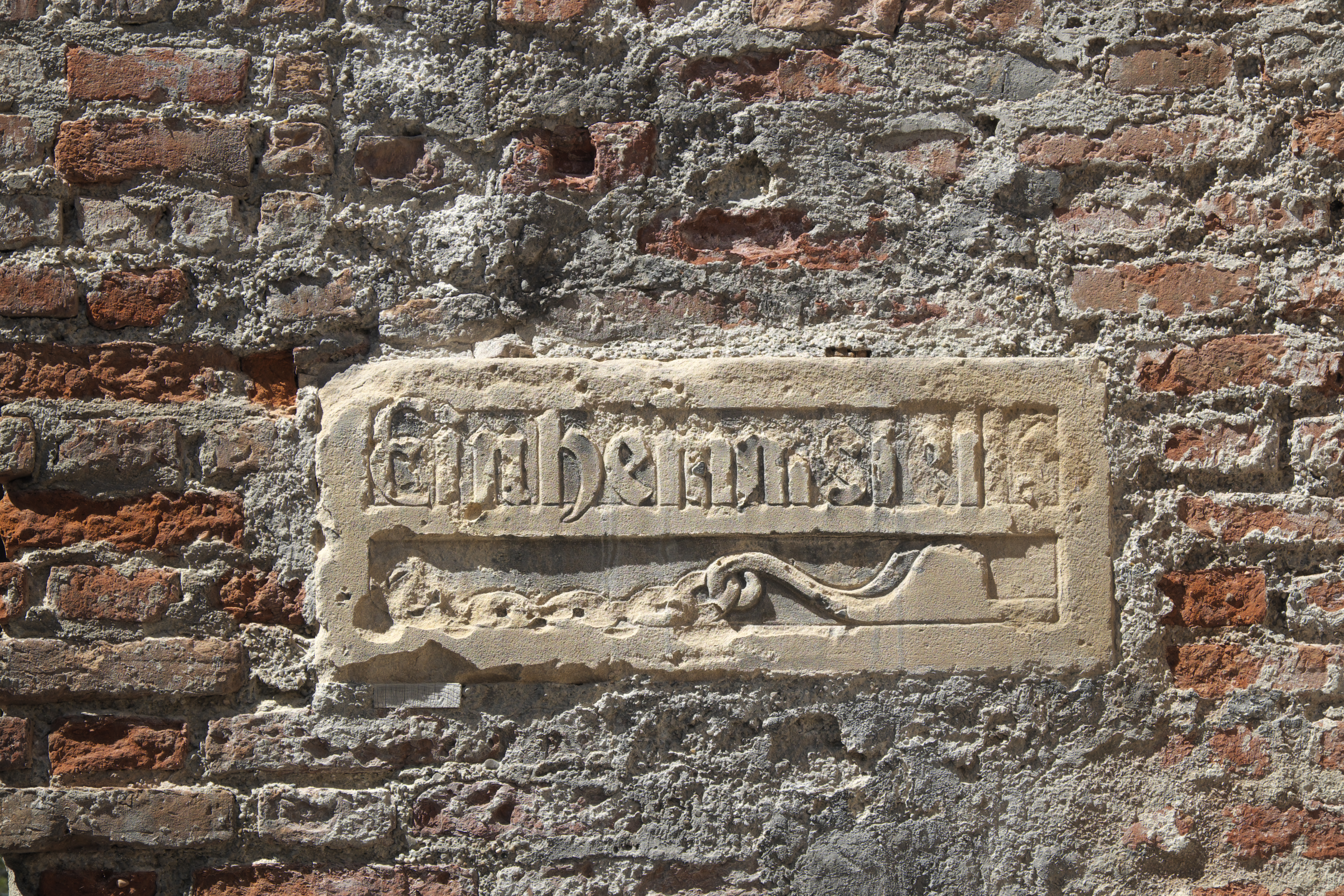
Wandtafel Einhemmstelle

Das Burghauser Tor ist das kleinere der beiden erhaltenen Stadttore in Landshut, das größere ist das Ländtor. Das Burghauser Tor wurde im 14. Jahrhundert als eines von acht Toren der Stadtmauer erbaut. Im Mittelalter trug es den Namen Huter Tor.

## Beschreibung
Das Tor wurde nach der Straße Richtung Burghausen benannt, der zweiten Residenzstadt der niederbayerischen Wittelsbacher.
Auf der rechten Seite des Tores bergabwärts wird die Einhemmstelle mit einer Wandtafel angezeigt; hier mussten Fuhrwerke einen Hemmschuh einlegen, um das Gefälle ohne Unfall meistern konnten.